# حاسي منير
حاسي منير هي قرية جزائرية في بلدية أم العسل ،بولاية تندوف وهي متصلة بالطريق الوطني رقم N50 بطريق محلي طويل يؤدي إلى الجنوب الغربي من القرية.  القرية هي موقع مشروع لإدخال الطاقة الشمسية إلى الجزائر، حيث تم توصيل 42 منزلًا بستة أنظمة للطاقة الشمسية. 